# Arzergrande
Arzergrande (velenceiül Arxergrande vagy Arxare) település Olaszországban, Veneto régióban, Padova megyében. Lakosainak száma 4788 fő (2023. január 1.). Arzergrande Codevigo, Pontelongo és Piove di Sacco községekkel határos.

## Népesség
A település népességének változása:
| Lakosok száma | 4790 | 4834 | 4788 |
|               | 2017 | 2018 | 2023 |